# Vent de sable
Pour plus de détails, voir Fiche technique et Distribution.
Vent de sable (رياح رملية, Rih al-raml) est un film algérien réalisé par Mohammed Lakhdar-Hamina, sorti en 1982.
Le film est sélectionné comme entrée algérienne pour l'Oscar du meilleur film en langue étrangère lors de la 55e cérémonie des Oscars, mais ne fait pas partie de la sélection finale. Il est également présenté au Festival de Cannes en 1982.

## Synopsis
Dans une oasis saharienne, le simoun souffle presque tous les jours. Hlima, la femme d'Amara, vient juste de donner naissance à leur huitième fille. Amara se sent déshonoré de ne pas avoir d'héritier mâle et, aveuglé par la colère, il répudie sa femme...

## Fiche technique
- Titre français :  Vent de sable
- Titre original :  رياح رملية
- Réalisation : Mohammed Lakhdar-Hamina
- Scénario : Mohammed Lakhdar-Hamina
- Musique : Philippe Arthuys
- Pays d'origine : Algérie
- Langues originales : français
- Format : Couleurs
- Genre : Drame
- Durée : 103 minutes
- Dates de sortie : 
  -  Algérie : 1982
  -  États-Unis : octobre 1983

## Distribution
- Nadir Benguedih : M'hamed
- Himoud Brahimi : l'Aveugle
- Albert Minski : Amara
- Leila Shenna : Roguia
- Nadia Talbi : H'lima
- Hadja : Guetrana
- Mohamed Sissani : Boularess
- Sabrina Hannach : Sakina
- Merwan Lakhdar-Hamina : Rahoui
- Mohamed Mahboub

## Distinctions

### Nominations
- Nomination au Festival de Cannes pour le meilleur film.